# Man on the Edge
Man on the Edge (ang. człowiek na krawędzi) – singel brytyjskiej heavymetalowej grupy Iron Maiden.
Singel jako płyta CD wydany został w dwóch wersjach, z których każda zawierała inną część wywiadu z Blaze’em Bayleyem – nowym, wówczas, wokalistą Iron Maiden.
Tytułowy utwór jest oparty na motywach z filmu Upadek Joela Schumachera i, mówiąc pobieżnie, traktuje o przeżyciach człowieka, który niespodziewanie stracił prestiżową posadę.
„Man on the Edge” znalazł się na kompilacjach Best of the Beast, Ed Hunter, Edward the Great i The Essential Iron Maiden. Jest także zamieszczony na stronach B singli „The Angel and the Gambler” Part II (teledysk), „Futureal” (wersja koncertowa) i „The Wicker Man” (wersja koncertowa z Bruce’em Dickinsonem). Utwór pojawił się również na ścieżce dźwiękowej do gry komputerowej Carmageddon 2: Carpocalypse Now.

## Lista utworów

### Wersja 1
| 1. | „Man on the Edge” (muz. i sł. Blaze Bayley, Steve Harris)                   | 4:11  |
|    |                                                                             |       |
| 2. | „The Edge of Darkness” (muz. i sł. Steve Harris, Blaze Bayley, Janick Gers) | 6:37  |
|    |                                                                             |       |
| 3. | „Judgement Day” (Blaze Bayley, Janick Gers)                                 |       |
|    |                                                                             |       |
| 4. | Wywiad z Blaze’em Bayleyem, część I (rozm. Keith Wilfort)                   |       |
|    |                                                                             |       |
|    |                                                                             | 10:48 |
|    |                                                                             |       |

### Wersja 2
| 1. | „Man on the Edge” (muz. i sł. Blaze Bayley, Steve Harris)                   | 4:11  |
|    |                                                                             |       |
| 2. | „The Edge of Darkness” (muz. i sł. Steve Harris, Blaze Bayley, Janick Gers) | 6:37  |
|    |                                                                             |       |
| 3. | „Justice of the Peace” (Dave Murray, Steve Harris)                          |       |
|    |                                                                             |       |
| 4. | Wywiad z Blaze’em Bayleyem, część II (rozm. Keith Wilfort)                  |       |
|    |                                                                             |       |
|    |                                                                             | 10:48 |
|    |                                                                             |       |

### Płyta obrazkowa
| 1. | „Man on the Edge” (muz. i sł. Blaze Bayley, Steve Harris)                   | 4:11  |
|    |                                                                             |       |
| 2. | „The Edge of Darkness” (muz. i sł. Steve Harris, Blaze Bayley, Janick Gers) | 6:37  |
|    |                                                                             |       |
| 3. | „I Live My Way” (muz. i sł. Steve Harris, Blaze Bayley, Janick Gers)        | 3:47  |
|    |                                                                             |       |
|    |                                                                             | 14:35 |
|    |                                                                             |       |

## Twórcy
- Blaze Bayley – śpiew
- Dave Murray – gitara
- Janick Gers – gitara, podkład wokalny
- Steve Harris – gitara basowa, podkład wokalny
- Nicko McBrain – perkusja